# Şenol Güneş

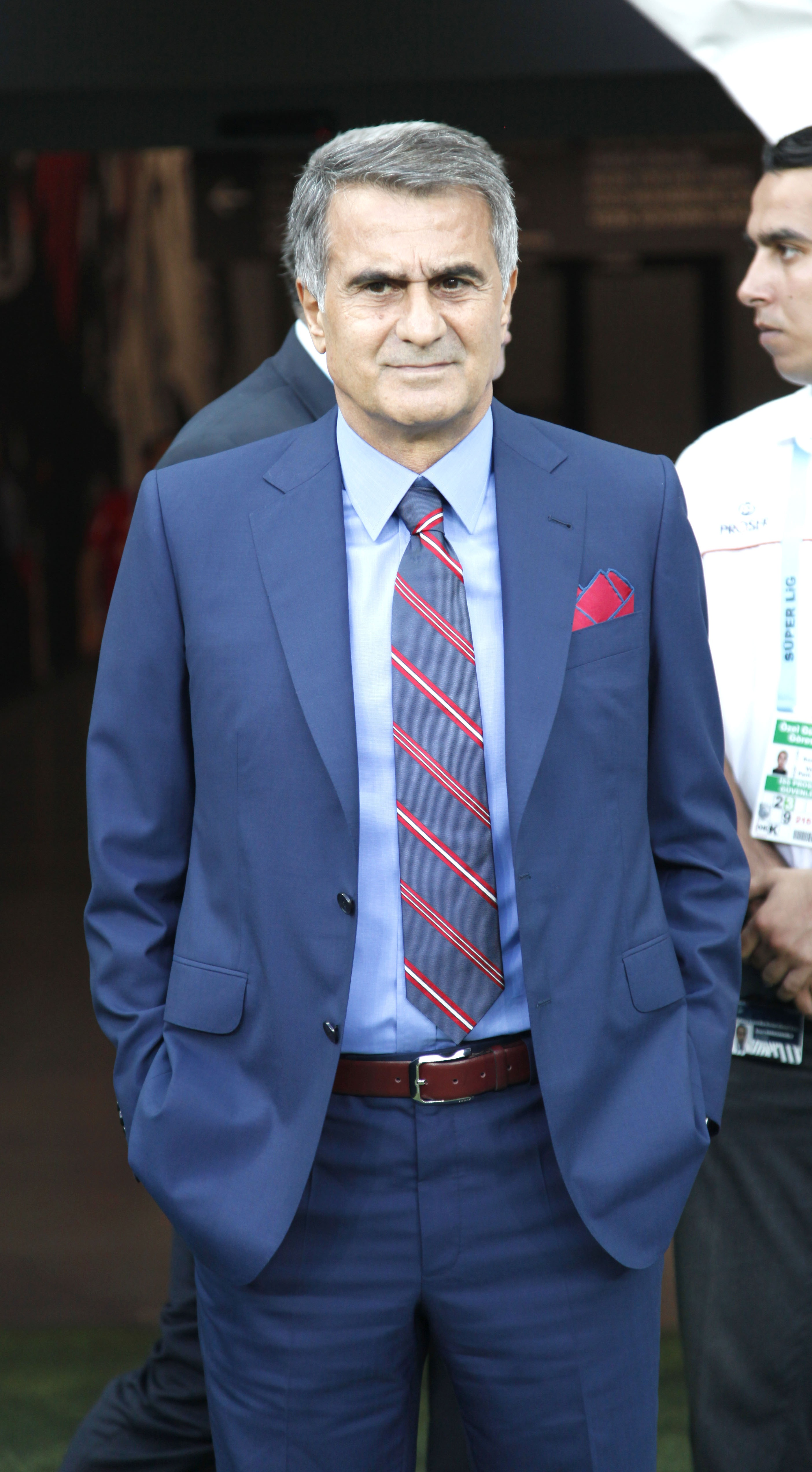
Şenol Güneş el 2017

Şenol Güneş, T.C., (1 de juny de 1952) és un exfutbolista turc de la dècada de 1970.
Fou 31 cops internacional amb la selecció turca. Pel que fa a clubs, defensà els colors de Trabzonspor.
Fou l'entrenador de la selecció turca que acabà tercera al Mundial de 2002, a més de guanyar dues lligues amb el Beşiktaş JK. També entrenà el FC Seoul a la K-League, el 2007.
L'estadi del Trabzonspor duu el seu nom, l'Estadi Şenol Güneş.

## Palmarès
Trabzonspor
- Süper Lig (6): 1975-76, 1976-77, 1978-79, 1979-80, 1980-81, 1983-84
- Copa turca de futbol (3): 1976-77, 1977-78, 1983-84
- Supercopa turca de futbol (6): 1976, 1977, 1978, 1979, 1980, 1983

Trabzonspor (entrenador)
- Copa turca de futbol (2): 1994-95, 2009-10
- Supercopa turca de futbol (2): 1995, 2010

Beşiktaş (entrenador)
- Süper Lig (2): 2015-16, 2016-17